# 张益萌
张益萌（1983年10月22日—），四川眉山人，中国女子曲棍球運動員，亦為中国国家女子曲棍球队成員。

## 簡歷
2010年11月，张益萌代表中國出戰廣州亞運會，參加曲棍球比賽，奪得金牌。